# عشير (اسم)
عشير هو اسم علم مذكر ومؤنث من أصل عربي، ومعناه هو القريب والصديق؛ ومن معانيه: القبيلة، زوج المرأة، وزوجة الرجل.

## شخصيات تحمل الاسم
- عشير حسين (سياسي إسرائيلي، 7 يوليو 1918 – 27 مارس 1995)

## وصلات خارجية
- موسوعة السلطان قابوس لأسماء العرب نسخة محفوظة 5 أبريل 2019 على موقع واي باك مشين.